# Каналоманія

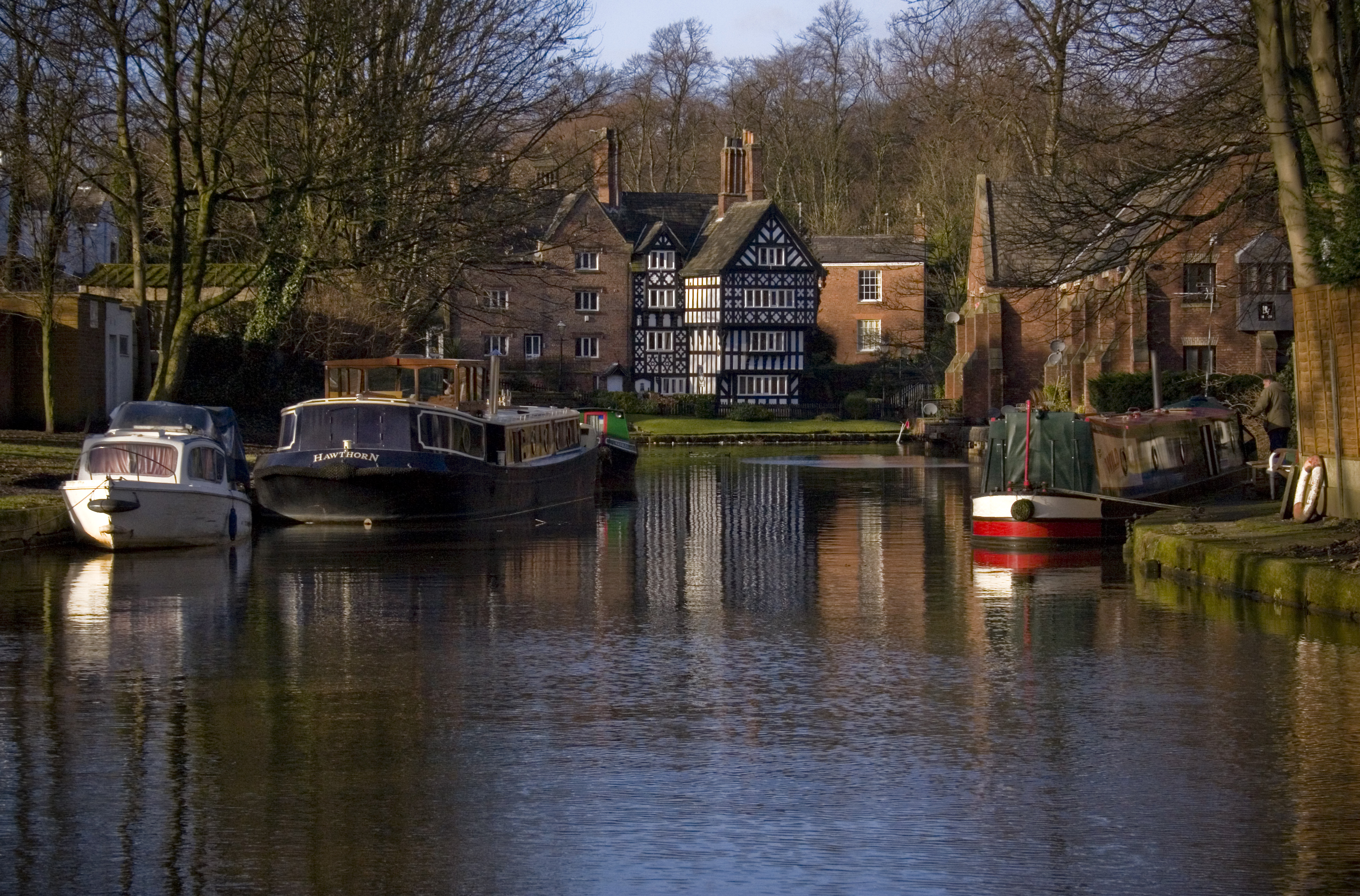
Бріджуотерський канал, що поклав початок каналоманії

Каналома́нія (англ. Canal Mania) — інтенсивне будівництво каналів в Англії і Уельсі в період між 1790 і 1810 роками і пов'язана з цим економічна бульбашка.

## Передісторія
З розвитком промисловості у Великій Британії гостро постала проблема перевезень великих вантажів. Фабрики були зосереджені у великих містах, тоді як вантаж доводилося везти з провінції. Якість доріг і обмежені можливості тяглової сили не дозволяли ефективно перевозити масові вантажі, як вугілля, або крихкі товари, як глиняні горщики.
У 1759 році Френсіс Егертон (Francis Egerton), герцог Бріджуотерський, перейнявши досвід французів, почав будівництво каналу від своїх шахт у Ворслі до Манчестера, де був високий попит на вугілля для роботи фабрик і обігріву жителів. Канал, закінчений в 1761 році, був проритий вздовж річки Ірвелл, дозволивши герцогу уникнути сплат уряду за користування рікою. Будівництво каналу дало можливість Егертону урізати ціни на вугілля вдвічі, видавивши з ринку багатьох конкурентів, внаслідок чого статки герцога значно зросли. З цієї причини приклад Егертона надихнув його співвітчизників на будівництво інших каналів.

## Розквіт будівництва каналів
Пік будівництва каналів припав на кінець 1790-х і початок 1800-х років, отримавши назву «каналоманії». У 1793 році парламент схвалив будівництво двадцяти каналів загальною вартістю 2,8 мільйона фунтів, хоча за три роки до цього був схвалений всього лише один проєкт вартістю 90 тисяч фунтів. За наступні два роки було дано дозвіл на будівництво додаткових 24 каналів.
У період ажіотажу акції будівельних компаній на Ліверпульської біржі, де проходили торги, досягали свого історичного максимуму: за акцію компанії  Birmingham and Fazeley  давали на 1170 фунтів більше стартової ціни, а вартість акції Grand Junction Canal Shares виросла зі стартових 100 гіней до 441 ще до отримання компанією від парламенту дозволу на будівництво каналу. Але настрій інвесторів різко змінювалося в залежності від новин, і до моменту отримання дозволу в 1795 році акції Grand Junction вже впали до стартової ціни в 100 гіней.

## Занепад каналоманії
Складність будівництва і відсутність будівельних норм призвели до того, що канали були різної ширини, в результаті чого їх пропускна здатність значно варіювалася. Швидкість доставки вантажів була дуже низькою, тому що найчастіше баржі і човни, що перевозили вантажі, потрібно тягнути з берега за допомогою коней. Для проїзду під мостом людям іноді доводилося лягати на баржі на спину і відштовхуватися ногами від стін або стелі тунелю.
В той самий час холодна зима чи посушливе літо могли повністю вивести канал з ладу. В міру поліпшення доріг, удосконалення возів і розвитку залізничної транспортної системи переваги каналів стали нівелюватися. Вже до 1820 року інвестори стали позбуватися від акцій компаній, що займалися будівництвом каналів, і перенаправляли кошти в залізничну індустрію.
До 1840 року в Англії було побудовано каналів загальною довжиною близько 4500 миль. Деякі з них перейшли у володіння залізничних компаній, інші були занедбані. У 1947 році канали (як і залізниці) країни були націоналізовані, але багато перебували у вельми плачевному стані через відсутність ремонту протягом багатьох років, а також наслідків Другої світової війни. У 1950-х і 1960-х роках мешканці Великої Британії стали відновлювати та перебудовувати канали, щоб використовувати прилеглу місцевість для відпочинку.